# Estado Islámico Transicional de Afganistán
El Estado Islámico Transicional de Afganistán, conocido también como la Administración de transición afgana o la Autoridad de Transición Afgana (en darí: اداره انتقال افغانستان‎; en pastún: د افغانستان لیږد اداره‎), fue el nombre de una administración temporal de Afganistán establecida por la  loya jirga desarrollada en junio de 2002 y tras la invasión de Afganistán por Estados Unidos y sus aliados y tras el Acuerdo de Bonn. Sucedió al original Estado Islámico de Afganistán y precedió a la extinta  República Islámica de Afganistán.

## Antecedentes
Tras la invasión de Afganistán, una conferencia patrocinada por la ONU de unos pocos líderes afganos en Bonn condujo al nombramiento de la Administración Provisional Afgana bajo la presidencia de Hamid Karzai. Sin embargo, esta Administración Provisional, que no era ampliamente representativa, tenía una duración prevista de solo seis meses, antes de ser reemplazada por una Administración de Transición. El paso a esta segunda etapa requeriría la convocación de una "gran asamblea" afgana tradicional, llamada Loya Jirga. Este Loya Jirga de emergencia eligió un nuevo jefe de Estado y nombró a la Administración de Transición, que, a su vez, administraría el país por un máximo de dos años hasta que se pudiera elegir un "gobierno representativo" a través de elecciones libres.

## Historia

### Elegir un jefe de Estado
Lo más importante que tuvo que hacer la Loya Jirga fue elegir un presidente para la Administración de Transición que lideraría el país hasta las elecciones presidenciales oficiales de 2004. Inicialmente, había dos candidatos que declararon postularse: expresidente de Afganistán y de la Alianza del Norte,  Burhanuddin Rabbani y el presidente de la Administración Provisional Afgana Hamid Karzai con respaldo estadounidense. Karzai también recibió el apoyo de Abdullah Abdullah y Mohammed Fahim, dos líderes importantes de la Alianza del Norte.
Un tercer posible candidato fue Zahir Shah el rey que gobernó Afganistán hasta 1973 y fue decorado. Había vivido en Roma desde entonces, pero había regresado a su país después de la caída del régimen talibán. Ya en la  Conferencia de Bonn que instaló la administración interina había un grupo de partidarios del rey Zahir Shah, llamado el grupo de Roma, que quería tomar al exrey para asumir el cargo de jefe de Estado.
A su llegada a Kabul, más de 800 delegados firmaron una petición instando a la nominación de Zahir Shah como jefe de Estado, aunque solo sea una "figura decorativa". En vista de la especulación que despertó la petición, los representantes de Estados Unidos y la ONU presionaron al exrey para que se retirara. El inicio de la "loya jirga" se retrasó del 10 al 11 de junio debido a "problemas logísticos y de preparación". El 10 de junio, el representante de los Estados Unidos Zalmay Khalilzad dio una conferencia de prensa en la que declaró que Zahir Shah no era candidato. El mismo día, en una conferencia de prensa de Zahir Shah, el exrey confirmó esto y dijo: "No tengo intención de restaurar la monarquía. No soy candidato para ningún puesto en la Loya Jirga". Hamid Karzai, quien se sentó junto a Zahir Shah en la conferencia de prensa, llamó a Zahir Shah el "padre de la nación" y le agradeció la "confianza que su Majestad ha depositado en mí". Al día siguiente, el expresidente Burhanuddin Rabbani retiró su candidatura para jefe de Estado a favor de Hamid Karzai "por el bien de la unidad nacional"
Así que parecía que Karzai entraría en la carrera por el jefe de Gobierno sin oposición, pero surgieron otros dos candidatos. Para estar en la boleta electoral de la Loya Jirga, un candidato tenía que presentar 150 firmas para su candidatura. Glam Fareq Majidi solo reunió 101 firmas, por lo que fue descalificado como candidato. Excombatiente de muyahidines, Mohammed Asef Mohsoni presentó una lista con 1.050 nombres para Karzai y también Massouda Jalal, una doctora que trabaja con el Programa Mundial de Alimentos, y Mahfoz Nadai, un oficial del ejército uzbeco, poeta y viceministro del gobierno reunidos suficientes firmas para estar en la boleta electoral.
La elección para presidente de la administración de transición se celebró en votación secreta el 13 de junio de 2002, con fotos en blanco y negro de los candidatos junto a sus nombres. Hamid Karzai fue elegido con una abrumadora mayoría del 83% y permaneció en el cargo como presidente.
Elecciones para Presidente de Administración Transitoria, por el 2002  loya jirga
| Candidato      | Votos | %    |
| -------------- | ----- | ---- |
| Hamid Karzai   | 1.295 | 83%  |
| Massouda Jalal | 171   | 11%  |
| Mahfoz Nadai   | 89    | 6%   |
| Total de votos | 1555  | 100% |

### Nombramiento de los ministros del gobierno.
El 18 de junio, el día en que Karzai presentaría su gabinete a la Loya Jirga, le dijo a la loya jirga que necesitaba un día más para hacer su lista final.
El 19 de junio, el último día de la Loya Jirga, Karzai anunció a la Loya Jirga los nombres de 14 ministros del futuro Administración de Transición Afgana, incluidos tres vicepresidentes. También nombró a un presidente del tribunal de justicia.
"¿Aceptan este gabinete?", Le preguntó Karzai a la loya jirga. Después de levantar las manos en apoyo, dijo: "Todos lo han aceptado y estoy contento". Esto generó cierta controversia, ya que los delegados declararon que no había habido una votación adecuada y que el gabinete no había sido elegido democráticamente, sino que fue el resultado de negociaciones políticas paralelas en la loya jirga.
Los tres puestos nombrados por el vicepresidente Karzai fueron entregados a los comandantes de la Alianza del norte, aunque Karzai tuvo cuidado de asegurarse de que ninguno de los vicepresidentes fuera del mismo origen étnico.
Después de Loya Jirga hubo algunas controversias sobre el gobierno que Karzai había nombrado y se agregaron varios nombres a la lista antes de que el gabinete real tomara juramento el 24 de junio, para apaciguar a ciertas facciones dentro de Afganistán. El 22 de junio, Karzai presentó a más miembros del gabinete, con un total de 29 ministros. Este gabinete se instaló el 24 de junio de 2002. Pero debido a la controversia en torno al cargo de Ministra de asuntos de la mujer, este punto quedó vacante.
Antes de finales de junio, Karzai nombró a un asesor de estadísticas del Ministerio de Asuntos de la Mujer y más tarde también a un ministro formal de Asuntos de la Mujer. En estos últimos días de junio, Karzai también agregó dos vicepresidentes más y otro asesor de seguridad nacional.

### Más representación pastún
El gobierno interino estuvo dominado en gran parte por tayikos líderes de la Alianza del Norte, por lo que la mayoría de los líderes  pastúnes quería que la siguiente administración de transición fuera más representativa. En la administración original, 9 de los 29 ministros eran de origen étnico pashtún, en la nueva administración había 13 ministros pashtún entre los 30 ministros. El resto del gabinete estaba compuesto por siete tayikos, tres uzbekos, dos hazaras, dos chiitas no hazaras y un Turcomano.

### Gabinete de Señores de la Guerra
El elemento Pastún en la administración de transición fue más fuerte que en la administración provisional y la loya jirga estaba destinada en parte a aumentar la influencia civil en el gobierno. Sin embargo, en muchos sentidos las facciones militares y los señores de la guerra de Afganistán aumentaron y legitimaron aún más su poder durante la loya jirga. Durante y después de la loya jirga, los oficiales del ejército y la policía amenazaron, encarcelaron e incluso mataron a los candidatos para evitar que se postularan para la loya jirga, o para intimidarlos de actuar de manera independiente La Alianza del Norte todavía dominaba al gobierno. Los tres vicepresidentes Karzai anunciados en la Loya Jirga, Karim Khalili, Haji Abdul Qadeer y Mohammed Fahim eran todos comandantes de la Alianza del Norte, aunque ninguno de ellos tenían el mismo origen étnico. El poderoso trío  tayiko del partido Jamiat-e Islami  Fahim, Yunus Qanuni y Abdullah Abdullah mantuvieron posiciones importantes en el nuevo gabinete.
El poderoso señor de la guerra Ismail Khan no era parte de la administración, pero estaba representado por su hijo, Mirwais Sadiq. Sin embargo, Saddiq fue asesinado en 2004 mientras estaba en el cargo como ministro.
Otro poderoso caudillo, el uzbeko Abdul Rashid Dostum tampoco fue parte del gabinete, sin embargo, había un uzbeko más en la administración de transición que en la administración provisional.
En los años posteriores a la implementación del gobierno, el presidente Karzai hizo algunos esfuerzos para limitar los efectos del dominio de los señores de la guerra, por ejemplo, reemplazando al relativamente débil pashtún  Ali Ahmad Jalali que dirigió el ministerio del Interior por los más reformistas.

### Agregando realistas
En la Loya Jirga Karzai nombró al ex Rey Zahir Shah el "Padre de la Patria". Sin embargo, algunos de los partidarios del rey pensaron que un título honorario no era suficiente para el rey y más bien lo habían visto en un puesto oficial como presidente, con Karzai en un puesto como primer ministro. Además, dos de los reyes leales Hedayat Amin Arsala y Abdul Rassoul Amin habían perdido el puesto que tenían en el gobierno interino. Debido a que los miembros leales a Zahir Shah, unidos en el "grupo de Roma" pensaron que tenían menos influencia, Karzai agregó a fines de junio Zalmay Rassoul como Asesor de Seguridad y Amin Arsala como quinto vicepresidente.

### Intelectuales de escuela occidental
Karzai también estaba bajo presión para poner algunos afganos altamente educados en la administración que se habían convertido en refugiados durante el gobierno comunista o el gobierno talibán de Afganistán y habían sido educados por universidades occidentales. La persona más notable que Karzai puso en su administración fue Ashraf Ghani (quien en 2014 se convertiría en presidente del país), que trabajó en el Banco Mundial, como ministro de Finanzas. Juma Mohammedi quien fue nombrado ministro de Minas también era un empleado del Banco Mundial. El nuevo ministro del Interior, Taj Mohammad Wardak, tenía la ciudadanía estadounidense, al igual que Ali Ahmad Jalali, quien lo reemplazó como ministro del Interior en enero de 2003.

### Oposición de Yunus Qanuni
Debido a esta cuestión de baja representación Pastún, Yunus Qanuni, uno de los líderes importantes de la Alianza del Norte, dijo en la sesión de apertura que renunciaría al importante cargo de Ministerio del Interior entonces Karzai podría fortalecer al gobierno nacional ampliando su diversidad étnica. Yunus Qanuni, el exministro del Interior, no estaba contento con el cargo de ministro de Educación que le habían asignado, ya que esperaba convertirse en algo así como primer ministro. Qanuni dijo que consideraba no unirse al gobierno en absoluto. Las tropas de Panjshiri que dominan el Ministerio del Interior bloquearon temporalmente las carreteras alrededor del complejo del Ministerio del Interior en Kabul los días 20 y 21 de junio y blandieron armas para demostrar que sus lealtades permanecen con Qanuni. Negaron al nuevo ministro del Interior, Taj Mohammad Wardak, de 80 años, el acceso al ministerio del Interior. 
Después de que Karzai nombró a Qanuni asesor especial en seguridad, a través del cual retuvo el control no oficial sobre el aparato de inteligencia afgano y se convirtió en supervisor de facto de Wardak, decidió unirse a la administración de todos modos, pero también formó un partido fuera del gobierno y se postuló para presidente en las próximas elecciones.

### Asuntos de las mujeres
También hubo controversia en torno al cargo de ministra de asuntos de la mujer, la ministra interina de asuntos de la mujer, Sima Samar, había sido muy franca y había sido amenazada y la corte suprema interpuso quejas en su contra, quien finalmente decidió no acusarla de blasfemia. Debido a que en la Loya Jirga Samar no estaba en la lista, inicialmente no había un ministro designado para los asuntos de la mujer. Karzai más tarde nombró a Mahbuba Huquqmal como representante del Estado en el Ministerio de Asuntos de la Mujer y luego a Habiba Sarabi como ministra formal de Asuntos de la Mujer.

### Asesinato de Abdul Qadir
El 6 de julio de 2002, el vicepresidente pastún Haji Abdul Qadir, uno de los pocos comandantes de la etnia pastún de la Alianza del Norte, y su yerno fueron asesinados por hombres armados en un ataque sorpresa y sin saber el motivos. En 2004, un hombre fue sentenciado a muerte y otros dos a penas de prisión por el asesinato.

## Composición del Gobierno Transicional
| Administración de transición afgana Entidad                      | Nombre                               | Etnia     | Titular/Nuevo |
| ---------------------------------------------------------------- | ------------------------------------ | --------- | --- |
| Presidente de Afganistán                                         | Hamid Karzai                         | Pastún    | Presidente (antes de creación del cargo) |
| Vicepresidente y Ministerio de Defensa                           | Mohammed Fahim                       | Tayiko    | Vicepresidente Ministro |
| Vicepresidente                                                   | Karim Khalili                        | Hazara    | Vicepresidente |
| Vicepresidente                                                   | Hedayat Amin Arsala                  | Pastún    | Vicepresidente (fue ministro de finanzas) |
| Vicepresidente y Ministerio de Obras Públicas                    | Haji Abdul Qadir Abdul Ali           | Pastún    | Vicepresidente (fue ministro de Asuntos Urbanos) (asesinado el 6 de julio de 2002) Vicepresidente (Ali se hizo cargo de la cartera de Obras Públicas después del 6 de julio de 2002) |
| Vicepresidente y jefe de la Comisión para la Constitución afgana | Nematullah Shahrani                  | Uzbeko    | Vicepresidente |
| Asesor especial en seguridad y Ministerio de Educación           | Yunus Qanooni                        | Tayiko    | Asesor Especial en Seguridad - Ministro |
| Ministerio de Asuntos Exteriores                                 | Abdullah Abdullah                    | Tayiko    | Ministro |
| Ministerio de Economía                                           | Ashraf Ghani                         | Pastún    | Ministro |
| Ministerio del Interior                                          | Taj Mohammed Wardak Ali Ahmad Jalali | Pastún    | Ministro Ministro (Jalali reemplazó a Wardak en enero de 2003) |
| Ministerio de Planificación                                      | Mohammed Mohaqqeq                    | Hazara    | Ministro (pero perdió el puesto de vicepresidente) |
| Ministerio de Comunicaciones y Tecnología de la Información      | Masoom Stanakzai                     | Pastún    | Ministro |
| Ministerio de Fronteras                                          | Arif Nurzai                          | Pastún    | Ministro (fue ministro de Pequeñas Industrias) |
| Ministerio de Refugiados                                         | Intayatullah Nazeri                  | Tayiko    | Ministro |
| Ministerio de Minas                                              | Juma Muhammad Muhammadi              | Pastún    | Ministro |
| Ministerio de Pequeñas Industrias                                | Mohammed Alim Razm                   | Uzbeko    | Ministro |
| Ministerio de Salud                                              | Sohaila Siddiqi                      | Pastún    | Ministra |
| Ministerio de Comercio                                           | Sayed Mustafa Kasemi                 | Chiita    | Ministro |
| Ministerio de Agricultura, Riego y Ganadería                     | Sayed Hussain Anwari                 | Hazara    | Ministro |
| Ministerio de Justicia                                           | Abbas Karimi                         | Uzbeko    | Ministro |
| Ministerio de Información y Cultura                              | Saeed Makhdoom Rahim                 | Tayiko    | Ministro |
| Ministerio de Reconstrucción                                     | Mohammed Fahim Farhang               | Pastún    | Ministro |
| Ministerio de Hajj y Asuntos Religiosos                          | Mohammed Amin Naziryar               | Pastún    | Ministro |
| Ministerio de Asuntos Urbanos                                    | Yusuf Pashtun Gul Agha Sherzai       | Pastún    | Ministro Ministro (Sherzai se hizo cargo el 16 de agosto de 2003) |
| Ministerio de Agua y Energía                                     | Ahmed Shakar Karkar                  | Uzbeko    | Ministro |
| Ministerio de Riego y Medio Ambiente                             | Ahmed Yusuf Nuristani                | Pastún    | Ministro |
| Ministerio de Mártires y Discapacitados                          | Abdullah Wardak                      | Pastún    | Ministro |
| Ministerio de Educación Superior                                 | Sharif Faez                          | Tayiko    | Ministro |
| Ministerio de Aviación Civil y Turismo                           | Mir Wais Saddiq                      | Tayiko    | Ministro |
| Ministerio de Transporte                                         | Said Mohammad Ali Jawid              | Chiita    | Ministro |
| Ministerio de Desarrollo Rural                                   | Hanif Asmar                          | Pastún    | Ministro |
| Ministerio de Trabajo y Asuntos Sociales                         | Noor Mohammad Qarqin                 | Turcomano | Ministro |
| Ministra de Asuntos de la Mujer                                  | Habiba Sarabi                        | Hazara    | Ministra |
| Corte Suprema de Justicia de Afganistán                          | Hadi Shinwari                        | Pastún    | Juez Supremo |
| Asesor de seguridad                                              | Zalmay Rassoul                       | Pastún    | Asesor |
| Gobernador del Banco Central de Afganistán                       | Anwar ul-Haq Ahadi                   | Pastún    | Gobernador |